# Rádio Slovensko
Rádio Slovensko je veřejnoprávní rozhlasová stanice na Slovensku. Má charakter informační a zpravodajsko-publicistické stanice, jejíž cílovou skupinou je obyvatelstvo v produktivním věku. Jeho hudební formát se orientuje především na populární hudbu od 80. let po současnou tvorbu. Rádio je dostupné i v DAB+ a v 1. multiplexu DVB-T2.

## Historie
- 1. leden 1993 – rok po zahájení 24 hodinového vysílání Rock FM rádia přešel i tento okruh pod názvem Slovensko 1 na celodenní vysílací režim.
- 5. září 2000 se změnil název na Rádio Slovensko a dostalo univerzální zaměření.
- 6. září 2004 se přeprogramovalo na zpravodajsko-publicistický okruh s uměleckými relacemi ve večerních hodinách.
- 29. leden 2007 se zásadně změnila zvuková grafika, stanice dostala status tzv. informačního rádia, umělecké relace v pracovních dnech nahradily nové půlhodinové hudební a rodinné, určené pro méně náročného posluchače.
- 6. září 2010 – Rádio Slovensko má novou zvukovou grafiku, jsou v ní poprvé i "zpívané" jingle.
- 6. únor 2012 se opět mění zvuková grafika a přibývá večerní i noční moderování.
- 2. září 2019 – pozměněná zvuková grafika.

## Nejznámější relace
- Dobré ráno, Slovensko – ranní magazín, vysílaný denně od 5. do 9. hodiny
- Dobrý deň, Slovensko – dopolední relace s aktuálními informacemi z domova i ze světa
- Pozor, zákruta! – relace o cestovním ruchu a dopravě, vysílaná v pracovních dnech od 17:05 do 18. hodiny
- Popoludnie na Slovensku – moderovaná čtvrthodinka informací, publicistiky a hudby
- Dobrý večer, Slovensko – blok informací a hudby, vysílaná mezi 20. a 22. hodinou
- Nočná pyramída – noční kontaktní talkshow
- Noc na Slovensku – moderovaný blok, vyplněn tím nejzajímavějším z celého dne
- Rádiožurnál – hlavní zpravodajská relace, vysílaná naživo denně o 7., 12., 18., 22. a 24. hodině